# Bersalis
Bersalis is een Belgisch bier van hoge gisting.
Het bier wordt sinds 2005 gebrouwen in Brouwerij Huyghe te Melle voor Brouwerij Oud Beersel te Beersel. De naam van het bier verwijst naar de oudste benaming van Beersel. In 2005 heropenden Roland De Bus en Gert Christiaens de geuzestekerij en brouwerij Oud Beersel. Ze lieten vanaf dit jaar Bersalis brouwen om met de inkomsten ervan het brouwen van lambiekbieren te kunnen voortzetten.

## Varianten
- Bersalis Tripel, goudblond bier, type tripel met een alcoholpercentage van 9,5%

## Prijzen
- Australian International Beer Awards 2012 - Zilveren medaille voor Bersalis Tripel in de categorie Belgian & French Style Ale - Abbey Tripel
- Australian International Beer Awards 2012 - Bronzen medaille voor Bersalis Kadet in de categorie Belgian & French Style Ale - Other
- Brussels Beer Challenge 2012 - Zilveren medaille voor Bersalis Tripel in de categorie Pale&Amber-Ale: Abbey/Trappist
- European Beer Star 2013 - zilveren medaille in de categorie Belgian-style Tripel voor Bersalis Tripel